# Emisoras Unidas
Emisoras Unidas es una cadena de radio guatemalteca fundada en el año 1964 por Edgar Archila Marroquín y Francisco Rolando Archila Marroquín con la emisora La Voz de la Costa Sur, en el departamento de Retalhuleu ubicado en el área sur occidental de Guatemala
Actualmente Emisoras Unidas es un grupo multimedios que cuentan con dos periódicos gratuitos, 57 radios, una empresa de publicidad exterior y un canal de televisión por cable, actualmente desaparecido, llamado 18-50 TV.

## Programación
La radio Emisoras Unidas transmite programas de noticias nacionales e internacionales. Deportes y notas de interés para un público adulto joven, aportando una visión y panorama de la actualidad del país. Su eslogan es ‘’Primera en noticias primera en deportes’’.

### Programas Destacados
- Patrullaje Informativo
- El Chapuz
- Súper Deportivo
- A Primera Hora
- El Compadrito Madrugador
- Íntimamente Julissa
- Hora 15
- El Médico En Su Casa
- Cuénteme Su Historia
- Tiempo Real

### Locutores Principales
- Sergio Méndez
- Julissa Martínez
- Felipe Valenzuela
- Beatriz Colmenares
- Marco Tulio Ipuerto
- Juan José Barrios (JJ Barrios)
- Julio Serrano (Próspero Ventura)
- Flor de María Murga
- Flor de María Reyes
- Julio Mauricio Arias Franco
- Juan Carlos Sandoval
- Doctor Erick Estrada

## Frecuencias
- 89.7 FM Ciudad de Guatemala
- 89.7 FM Sacatepequez
- 91.9 FM Escuintla
- 92.3 FM Suchitepéquez
- 103.1 FM Retalhuleu (Radio La Voz de la Costa Sur)
- 91.1 FM Quetzaltenango, Totonicapan, Chimaltenango, Solola y Quiché
- 104.3 FM Quetzaltenango, Totonicapan y San Marcos
- 98.3 FM San Marcos
- 104.1 FM Huehuetenango
- 90.3 FM Quiché
- 90.3 FM Chichicastenango
- 89.9 FM Santa Rosa
- 97.9 FM Jalapa
- 89.9 FM Jutiapa, Chiquimula y Zacapa
- 97.9 FM El Progreso (Guastatoya y Sanarate)
- 89.5 FM Izabal
- 98.9 FM Petén
- 94.3 FM Baja Verapaz
- 91.1 FM Alta Verapaz

## Conglomerado
Radios: 
- Emisoras Unidas 89.7 FM - Noticiosa, deportiva y contenido

- Fabuestereo 88.1 FM - Música de los 80, 90, 2000, 2010 y actual en español. ANTERIORMENTE: Música instrumental y en inglés de los años 50's a los 80's, música en español del recuerdo de los 60's, 70's, 80's y 90's, música académica, boleros y marimba pura. 
  - Repetidoras:
    - Quetzaltenango y Totonicapán 89.5 FM

- YosiSideral 90.1FM - música de actualidad en inglés y español.
  - Repetidoras:
    - Quetzaltenango, Totonicapán, San Marcos, Huehuetenango, Quiché, Retalhuleu y Suchitepéquez 98.7 FM
    - Santa Rosa, Jalapa y Jutiapa 106.7 FM
    - Las Verapaces 92.3 FM
    - Petén 106.1 FM
    - Escuintla 101.1 FM
    - Chiquimula, Izabal y Zacapa 93.9 FM

- Atmósfera 96.5FM - música en inglés y electrónica contemporánea.

- KISS 97.7 FM - música de los 80's y 90's pop y rock en inglés.

- La Grande 99.3 FM - música tropical y del género urbano.
  - Repetidoras:
    - Quetzaltenango, Totonicapán, Huehuetenango, Quiché, Retalhuleu y Suchitepéquez 98.3 FM
    - San Marcos 97.5 FM
    - Retalhuleu y Suchitepéquez 89.9 FM
    - Izabal 89.9 FM
    - Santa Rosa, Jalapa y Jutiapa 93.9 FM
    - Escuintla 103.1 FM

- La Tronadora 104.1 FM - música tropical, urbana y regional mexicana. Antigua Stéreo Visión.
  - Repetidoras:
    - Sacatepéquez 104.1 FM
    - Quetzaltenango, Totonicapán, Retalhuleu y Suchitepéquez 106.3 FM
    - San Marcos, Quetzaltenango y Totonicapán 103.9 FM
    - Huehuetenango 89.3 FM
    - Quiché 98.7 FM
    - Sololá 102.3 FM
    - Chimaltenango 99.5 FM
    - Zacapa y Chiquimula 101.1 FM y 107.9 FM
    - Jalapa y Jutiapa 97.1 FM
    - Retalhuleu y Suchitepéquez 93.1 FM y 95.1 FM
    - Santa Rosa 91.5 FM
    - Escuintla 107.9 FM
    - Centro del Petén 92.5 FM
    - Sur del Petén 104.1 FM
    - Alta Verapaz 92.5 FM
    - Baja Verapaz 89.9 FM
    - El Progreso 92.7 FM
    - Izabal 101.5 FM

Periódicos: El Popular, Publinews
Exteriores: Emisoras Unidas Outdoor
""Televisión vía satélite""
Canal Antigua-programación generalista
Canal Antigua sport-programación dedicado a los deportes